# Marc Altmann
Marc Altmann, né le 9 mars 1981 à Hoyerswerda, est un coureur cycliste allemand, spécialiste de la piste.

## Biographie
En 1998, Marc Altmann devient champion du monde de poursuite par équipes juniors à La Havane, avec Daniel Palicki, Daniel Schlegel et Mark Schneider. L'année suivante à Athènes, il est vice-champion du monde juniors dans la même discipline (avec Markus Fothen, Christian Müller et Schlegel).
En 2000 et 2001, il est troisième du championnat d'Allemagne de poursuite par équipes. Toujours en 2001, il se classe sur route deuxième d'une étape du Tour de Thuringe. À Büttgen, il est troisième du championnat d'Europe de poursuite par équipes espoirs, avec Leif Lampater, Schlegel et Müller. En 2003, il devient champion d'Allemagne de course aux points.
Aux Championnats des Balkans d'Athènes en 2004, il remporte deux médailles d'or et une d'argent : l'or sur la course à l'américaine avec Andreas Müller et la poursuite par équipes avec Henning Bommel, Christian Kux et Daniel Schlegel, ainsi que l'argent sur la course aux points. Aux championnats d'Allemagne de 2004, il est deuxième de la course aux points et de la poursuite par équipes (avec Robert Kriegs, Karl-Christian König et Henning Bommel).
Entre 2000 et 2005, il prend le départ de sept courses de six jours. En 2007, il doit mettre fin à sa carrière cycliste sur avis médical. Il travaille par la suite comme mécanicien de deux roues dans le sud de l'Allemagne.

## Palmarès sur piste

### Championnats du monde juniors
- La Havane 1998
  -  Champion du monde de poursuite par équipes juniors (avec Daniel Palicki, Daniel Schlegel et Mark Schneider)
- Athènes 1999
  -  Médaillé d'argent de la poursuite par équipes juniors

### Coupe du monde
- 2003
  - 2e de la poursuite par équipes à Sydney

### Championnats d'Europe espoirs
- Büttgen 2002
  -  Médaillé de bronze de la poursuite par équipes espoirs

### Championnats des Balkans
- 2004
  -  Médaillé d'or de la poursuite par équipes (avec Henning Bommel, Christian Kux et Daniel Schlegel)
  -  Médaillé d'or de l'américaine (avec Andreas Müller)
  -  Médaillé d'argent de la course aux points

### Championnats d'Allemagne
- 2000
  - 3e de la poursuite par équipes
- 2001
  - 3e de la poursuite par équipes
- 2003
  -  Champion d'Allemagne de course aux points
- 2004
  - 2e de la course aux points